# Alborea
Alborea (oppure Alma S.r.l., ed indicata anche come Alboreaway) è un'azienda italiana che opera nel settore dei servizi di ristorazione per chi viaggia. Presente in Italia con oltre 300 dipendenti, gestisce un portafoglio di circa 30 locali e opera prevalentemente tramite contratti di concessione all'interno di strade e autostrade.